# Издревая (река)
Издрева́я — река в Новосибирской области, правый приток реки Иня, впадает на 22-м км от устья. Длина — 27 км.

## География
Протекает по лесостепной местности Новосибирского сельского района, исток реки расположен в Мошковском районе. Издревая имеет ряд притоков: Ипотиха, Смородинка, Мостовка, Токалиха, Малая Издревая и др. На реке расположены населённые пункты Жеребцово, Гусиный Брод, Комаровка.

## Экология

### Флора
Бассейн Издревой является территорией произрастания редких растений: одного из красивейших папоротников — многорядника Брауна, занесённого в Красную книгу Новосибирской области, а также единственной в своём роде таёжной лианы — княжика сибирского. Кроме того в низовьях реки (недалеко от остановочного пункта «Учебный» Новосибирского р-на) был замечен редкий вид бабочки — Бражник прозерпина
В рамках волонтерских экологических лагерей был проведен ряд ботанических исследований, в ходе которых обнаружено, в частности, 8 видов растений, относящихся к реликтам третичного периода: фиалка удивительная, щитовник мужской, овсянница гигантская, ужовник обыкновенный, мятлик расставленный, астрагал сладколистный, чистец лесной, манник складчатый. Последний внесен в Красную книгу Новосибирской области в статусе «по-видимому, исчезнувший» и был обнаружен в долине р. Издревой летом 2011 г.

### Фауна

#### Орнитофауна
Начиная с 2012 г. в рамках волонтерских экологических лагерей ведется работа по развеске искусственных совятников, которые занимают длиннохвостые неясыти. В 2014 году 8 птенцов длиннохвостой неясыти в трех совятниках были окольцованы. Также в одном из совятников была установлена веб-камера, что дало возможность наблюдать за жизнью сов в реальном времени. В течение 2012—2016 гг в бассейне р. Издревой выявлено 8 видов соколообразных, для 4 из которых установлено гнездование, и 3 вида сов, для двух из которых установлено гнездование.

## Природоохранные меры
В 2009 было принято решение о создании в бассейне реки особо охраняемой природной территории — памятника природы регионального значения «Долина реки Издревой».

## Экологический лагерь
Начиная с 2011 г. на реке Издревой около остановочного пункта электропоездов «Учебный» проводится международный экологический волонтёрский лагерь.
В ходе этих мероприятий ежегодно производятся:
- Уборка несанкционированных мусорных свалок;
- Очистка реки от мусора;
- Изучение флоры и фауны окрестностей;
- Установка информационных щитов;
- Проведение массовых мероприятий для детей;
- Выявление фактов незаконного природопользования (несанкционированные рубки леса и др.);
- Разъяснительная работа с населением.

| I    | 7 — 18 июля 2011 г..     | |
| II   | 19 — 30 июля 2012 г..    | - Развеска искусственных гнездовий для сов (18 шт); - Исследование ихтиофауны реки Издревой.                                             |
| III  | 20 — 28 июля 2013 г.     | - Развеска искусственных гнездовий для сов (10 шт); - Гидрологическое исследование реки Издревой.                                        |
| IV   | 28 июня — 7 июля 2014 г. | - Развеска искусственных гнездовий для сов (3 шт); - Гидрологическое исследование реки Издревой. - Изучение проблемы гибели птиц на ЛЭП. |
| V    | 10 — 19 июля 2015 г.     | - Картирование границ ООПТ. |
| VI   | 5 — 13 июля 2016 г.      | - Создание экотропы в садовом обществе «Дубрава» в долине р. Издревой                                                                    |
| VII  | 7 — 14 июля 2017 г.      | - Развеска искусственных гнездовий для сов (9 шт) и около 50 дуплянок для мелких птиц;                                                   |
| VIII | 6 — 15 июля 2018 г.      | - Очистка русла реки и лесов от мусора. - Развеска домиков для сов, летучих мышей и певчих птиц. - Оборудование участка экотропы.        |

## Экологическое состояние реки
Исследования качества воды, проведённые в 2003, показали, что практически на всём протяжении реки вода соответствует 3 классу — умеренно загрязнённая, причем потенциал биологического самоочищения реки — низкий. Серьёзными проблемами реки являются загрязнение мусором с ближайших дач и неконтролируемый забор воды для нужд садовых обществ, которые в некоторые моменты забирают практически весь сток реки.

### Проект мусоросортировочного комплекса
В 2017 г около с. Раздольное планируется строительство мусоросортировочного комплекса с полигоном твёрдых коммунальных отходов (ТКО) «Раздольное». Предполагаемое местоположение комплекса находится вблизи памятника природы «Долина реки Издревой», что вызвало протесты экологических активистов и части населения. Кроме того, предполагаемое место расположения мусорного полигона находится менее чем в 15 км от аэродрома Ельцовка, что нарушает Федеральные правила использования воздушного пространства РФ, так как полигон может стать местом массового привлечения птиц. Инициативная группа «Поможем реке Издревая» с августа 2016 года ведет активную деятельность по предотвращению этой стройки и пытается добиться переноса места строительства полигона.

## Мосты
В Новосибирском районе возле села Гусиный Брод через реку проходит автомобильный мост, построенный в 1973 году.

## Данные водного реестра
По данным государственного водного реестра России относится к Верхнеобскому бассейновому округу, водохозяйственный участок реки — Иня, речной подбассейн реки — бассейны притоков (Верхней) Оби до впадения Томи.